# Boljevac (miasto Kruševac)
Boljevac (cyr. Бољевац) – wieś w Serbii, w okręgu rasińskim, w mieście Kruševac. W 2011 roku liczyła 139 mieszkańców.